# Heaton (Staffordshire)
Heaton es una parroquia civil y un pueblo del distrito de Staffordshire Moorlands, en el condado de Staffordshire (Inglaterra).

## Geografía
Según la Oficina Nacional de Estadística británica, Heaton tiene una superficie de 10,87 km².

## Demografía
Según el censo de 2001, Heaton tenía 302 habitantes (51,66% varones, 48,34% mujeres) y una densidad de población de 27,78 hab/km². El 12,91% eran menores de 16 años, el 78,15% tenían entre 16 y 74, y el 8,94% eran mayores de 74. La media de edad era de 45,08 años. Del total de habitantes con 16 o más años, el 24,71% estaban solteros, el 61,98% casados, y el 13,31% divorciados o viudos.
El 97,69% de los habitantes eran originarios del Reino Unido. El resto de países europeos englobaban al 0,99% de la población, mientras que el 1,32% había nacido en cualquier otro lugar. Según su grupo étnico, el 98,03% eran blancos y el 1,97% mestizos. El cristianismo era profesado por el 79,21% y cualquier otra religión, salvo el budismo, el hinduismo, el judaísmo, el islam y el sijismo, por el 0,99%. El 13,53% no eran religiosos y el 6,27% no marcaron ninguna opción en el censo.
Había 124 hogares con residentes y 5 vacíos.